# Medea (Reimann)
Medea ist eine Oper in zwei Teilen von Aribert Reimann (Musik) mit einem eigenen Libretto nach dem dritten Teil von Franz Grillparzers Drama-Trilogie Das goldene Vlies. Sie entstand in den Jahren 2007 bis 2009 und wurde am 28. Februar 2010 an der Wiener Staatsoper uraufgeführt.

## Handlung

### Vorgeschichte
Der griechische Jüngling Phryxus raubt das Goldene Vlies aus einem Tempel in Delphi und bringt es nach Kolchis, wo er von König Aietes zunächst als Gast aufgenommen wird. Aietes ermordet Phryxus jedoch und bringt das Vlies in seine Gewalt. Er lässt es in einer Höhle von einem Drachen bewachen. Einige Jahre später beauftragt Pelias, der König von Jolkos in Thessalien, seinen Neffen Jason, es nach Griechenland zurückzuholen. Jason reist mit seinen Gefährten, den Argonauten, nach Kolchis. Dort verliebt sich Aietes’ Tochter Medea in ihn. Sie hilft Jason dabei, den Drachen zu besiegen und das Vlies zu gewinnen, und flieht mit ihm aus ihrer Heimat. Medeas Bruder Absyrtos fällt im Kampf. Aietes verflucht das Paar und tötet sich selbst. Nach ihrer Ankunft in Jolkos stirbt König Pelias. Jason und die zauberkundige Medea werden des Mordes verdächtigt. Die beiden fliehen erneut und erreichen nach langer Reise mit ihren beiden Kindern die Stadt Korinth, wo Jason am Hof von König Kreon zusammen mit dessen Tochter Kreusa aufgewachsen war. Er hofft dort auf Aufnahme und Schutz für sich und seine Familie. Auch Medeas Amme Gora findet sich in Korinth ein.

### Erster Teil
Erstes Bild. Vor den Mauern von Korinth
Es ist früher Morgen. Medea verstaut ihre Zauberutensilien und andere aus ihrer Heimat mitgebrachte Gegenstände einschließlich des Goldene Vlieses in einer Kiste, um sie zu vergraben. Ihre Amme Gora warnt sie davor, die Vergangenheit zu ignorieren. Die Zaubermittel hätten ihr früher gute Dienste geleistet und könnten es noch weiterhin, da das hiesige Volk sie und Jason fürchte und hasse, und auch auf Jasons Gefühle für sie kein Verlass mehr sei.
Jason teilt Medea mit, dass die Gerüchte über ihre Schuld am Tod Pelias’ auch hier zu Problemen führen. Kreon sei zwar bereit, ihn und die Kinder aufzunehmen, verweigere ihr aber das Gastrecht. Kreon tritt hinzu. Er drängt Jason, die Wahrheit über Pelias’ Tod zu offenbaren. Jason versichert ihm, dass er von seinen eigenen Kindern ermordet worden sei. Zuletzt nähert sich auch Kreusa. Sie hat immer an Jasons Unschuld geglaubt, hält seine Frau Medea aber für „ein grässlich Weib, giftmischend, vatermörderisch“. Sie ruft die Kinder zu sich, denen sie von nun an Mutter sein will. Da Medea sich aber energisch weigert, ihre Kinder aufzugeben, lässt Kreusa sie wieder gehen. Kreon bekräftigt seine Entscheidung, nur Jason Schutz zu gewähren. Kreusa bittet zögerlich Medea um Verzeihung. Medea erzählt ihr, dass auch sie eine Königstochter sei und ihr nur deshalb verachtet werde, weil sie eine Fremde sei. Sie bittet Kreusa um Unterstützung dabei, die lokalen Gebräuche zu erlernen. Simultan dazu erzählt Jason Kreon von seiner ersten Begegnung mit Medea und ihrer Hilfe bei der Eroberung des Vlieses. Kreon erklärt sich einverstanden, auch sie in die Stadt zu lassen. Doch falls sie in ihren „alten, wilden Sinn“ zurückfalle, werde er sie sofort verbannen.
Zwischenspiel I
Zweites Bild. Halle in Kreons Königsburg zu Korinth
Kreusa bemüht sich, Medea ein Lied auf der Leier beizubringen, von dem sie glaubt, dass es Jason gefallen werde. Jason erinnert sich an seine gemeinsame Jugend mit Kreusa. Als Medea ihn auf ihre ersten gelungenen Klänge auf der Leier hinweisen will, weist er sie schroff ab und erklärt Kreusa, dass Medea andere Künste besser beherrsche. Die schwer getroffene Medea zerbricht die Leier.
Ein Herold vom „Stuhl der Amphiktyonen“, dem griechischen Städtebund, erscheint in Korinth. Er meldet, dass das Gericht in Delphi Jason und Medea für schuldig am Tod Pelias’ befunden und den Bann über die beiden ausgesprochen habe. Medea habe die Krankheit des Königs ausgenutzt und ihn ermordet, als seine Töchter sie um Hilfe angefleht hätten. Jason leugnet dies. Er erklärt, dass er Medea verboten habe, zu Pelias zu gehen, da er ihm (seinem Feind) keine Hilfe zukommen lassen wollte. Der Herold verweist jedoch auf Zeugen, die Medea gesehen haben. Jedem, der den beiden nach Ablauf von drei Tagen und drei Nächten helfe, drohe der Tod. Um Jason zu schützen, beschließt Kreon, ihn mit seiner Tochter Kreusa zu vermählen. Medea jedoch müsse bis zum nächsten Morgen das Land verlassen. Die entsetzte Medea beteuert ihre Unschuld. Sie fleht Jason an, sie nicht allein zu lassen oder ihr wenigstens die Kinder zu geben. Doch letztlich bleiben ihr nur Drohungen: „Ich geh, doch komm ich wieder und hole das, was mir, und bring, was euch gebührt. […] Die Rache nehm ich mit! Gebt Raum!“

### Zweiter Teil
Drittes Bild. Vorhof von Kreons Burg
Gora hofft, dass Medea nicht nachgeben wird, obwohl sie sich in letzter Zeit ungewöhnlich nachgiebig gezeigt hat. Kreon und Jason fordern sie auf, Medea herbeizurufen. Während Gora ins Haus geht, erklärt Kreon, dass er das Goldene Vlies als Pfand für Jasons Treue verlange. Als Medea gekommen ist, wiederholt Kreon seinen Bannspruch. Wegen ihrer Drohungen müsse sie noch am selben Tag ohne ihre Kinder gehen. Kreon gestattet ihr noch ein privates Gespräch mit Jason. Der glaubt inzwischen auch Medeas Schuld am Tod Pelias’. Sie erzählt ihm, dass sie den todkranken König gesehen habe, als sie das Vlies holen wollte. Er sei im Wahnsinn von seinem Krankenbett aufgesprungen, habe sie für seinen Bruder gehalten und bedroht. Dann habe er sich selbst die Adern aufgerissen und sei tot zusammengebrochen. Medea erinnert Jason an ihre frühere Liebe und fordert ihn auf, mit ihr gemeinsam zu fliehen oder ihr die Kinder zu überlassen. Widerstrebend gestattet er ihr, einen der beiden Knaben nach deren eigener Wahl mitzunehmen.
Kreon kommt mit Kreusa und den Kindern hinzu. Doch vor die Wahl gestellt, fürchten sich beide Kinder und fliehen zu Kreusa. Diese geht singend mit ihnen ab. Kreon und Jason folgen ihr. Medea klagt Gora ihr Leid.
Nach einiger Zeit kommt Kreon zurück, um die Herausgabe des Vlieses zu fordern. Medea leugnet, es zu besitzen. Doch Kreons Leute haben die Kiste bereits gefunden. Medea bittet ihn, Kreusa ein Abschiedsgeschenk machen zu dürfen. Kreon verspricht ihr, dass sie die Kinder noch einmal sehen könne. Während er sie holt, öffnet Medea die Kiste und entnimmt ihr ein Gefäß, das Gora Kreusa als Geschenk überreichen soll – „erglänzen wird die Braut, öffnet sie’s“.
Die Kinder kommen. Gora führt sie zu Medea und zieht sich zurück. Medea umarmt die Kinder und schickt sie in den Säulengang. Bevor sie ihnen folgt, ruft sie: „Nicht dir, den Göttern send ich sie!“ In diesem Moment wird der Palast im Hintergrund von einer inneren Flamme erleuchtet. Gora ruft erschüttert, dass Kreusa tot sei. Medea tritt mit einem Dolch in der Hand aus dem Säulengang.
Zwischenspiel II
Viertes Bild. Wilde einsame Gegend
Jason wurde von Kreon der Stadt verwiesen. Er hat alles verloren und will nur noch sterben. Da begegnet ihm Medea, die das Vlies wie einen Mantel um die Schultern geschlagen hat. Sie bestätigt ihm, dass die Kinder tot sind. Obwohl Jason sie jammervoll an ihre einstige Liebe erinnert, verabschiedet sich Medea von ihm. Sie will das Vlies nach Delphi zurückbringen und sich dort dem Urteil der Priester unterwerfen. Jason überlässt sie seinem Schicksal: „Der Traum ist aus, allein die Nacht noch nicht.“

## Gestaltung

### Orchester
Die Orchesterbesetzung der Oper enthält die folgenden Instrumente:
- Holzbläser: Piccoloflöte, Flöte, Altflöte, Oboe, Bassflöte, Englischhorn, Heckelphon, Klarinette in Es, Klarinette in B, Bassklarinette in B, Kontrabassklarinette in B, zwei Fagotte, Kontrafagott
- Blechbläser: vier Hörner in F, drei Trompeten (1./2. in C, 3. in B), Basstrompete, drei Posaunen, Tuba
- Pauken, Schlagzeug (4 Spieler): Gongs, fünf Tamtams (hoch/mittel/mittel/tief/sehr tief), zwei hängende Bronzeplatten, fünf Tomtoms
- Harfe
- Celesta
- Streicher: zwölf Violinen I, zwölf Violinen II, zehn Violen, acht Violoncelli, sechs Kontrabässe

### Musik
Die Besetzung des Herolds mit einem Countertenor erklärte Reimann damit, dass er als Gerichtsbote sogar König Kreon „machtvoll übergeordnet“ sei und quasi „von oben“ komme.
Reimann vermied seiner Gewohnheit gemäß eine syllabische Vertonung des Textes und reicherte die Gesangslinien mit Melismen an. Er wollte damit auch den „Vibrationszustand“ der Charaktere bei ihrer Begegnung mit Medea darstellen. Medeas eigene komplexe Koloraturen drücken ihren „inneren Aufruhr“ aus, der sich infolge der immer heftigeren Angriffe der anderen zunehmend verstärkt. Erst als sie im letzten Bild ihre Ruhe wiedergewonnen hat, benötigt sie keine Koloraturen mehr. Hier ist auch der Orchestersatz stark reduziert. Zu gelegentlichen Harfenakkorden treten Streicherlinien, die den gesamten Tonraum von oben (dreigestrichene Oktave der Violinen) nach unten (Kontrabässe) durchziehen. Die Oper endet im pianissimo in einem Spaltklang der Piccoloflöte und der Kontrabässe ohne mittlere Register. Dieser offene Schluss verweist auf das künftige Urteil der Delphi-Priester. Syllabik oder gesprochenen Text nutzte Reimann nur in Ausnahmefällen, um inhaltliche Informationen zu vermitteln.
Jeder Figur sind spezifische Klangfarben des Orchesters zugewiesen. Für Medea typisch sind leise Schläge des Tamtam und diatonische Bläserfiguren. Kreon wird von „majestätischen“ Blechbläsern begleitet, Kreusa von Harfe und Celesta.
Das Orchester nimmt an mehreren Stellen zukünftige Vorgänge musikalisch vorweg. Beispielsweise erklingt am Anfang der Oper in den Holzbläsern (Bassflöte, Bassklarinette und Fagott) ein Thema, das aus den Tonbuchstaben des Namens „Medea“ abgeleitet ist („e – e – d – e – a“), wobei das erste „e“ dem Tonnamen „Mi“ in der Solmisations-Tonleiter entspricht. Dieses Thema singt Medea selbst erst im dritten Bild, als sie ihre Kiste mit den Zauberutensilien öffnet. Die Streicherbegleitung zu Kreusas Worten „Kommt her zu mir, ihr heimatlosen Waisen“ im ersten Bild verweist bereits auf die Brandkatastrophe im dritten Bild.
Im Gegensatz zu Reimanns früheren Opern Lear oder Troades gibt es in Medea weniger „Klangballungen“. Die Instrumente sind auf vielfache Weise sorgfältig zusammengestellt. Auch die Streicher werden variabel vom Unisono bis hin zur zehnfachen Teilung der Bratschen und zwölffachen Teilung der Violinen eingesetzt. Auf vierteltönige Zwischenstufen verzichtet Reimann nun, verwendet aber häufiger Flageolett-Effekte.

## Werkgeschichte
Reimann erhielt den Auftrag zu seiner neuen Oper im Jahr 2006 von der Wiener Staatsoper. Man wies ihn auf Grillparzers Dramentrilogie Das goldene Vlies hin, das er bis zu diesem Zeitpunkt noch nicht gekannt hatte. Er begann mit der Arbeit während eines Lanzarote-Aufenthalts. Außer dem dritten Teil Medea nutzte er auch Material aus den ersten beiden Teilen der Trilogie.
Reimann widmete die Oper dem damaligen Direktor der Wiener Staatsoper mit den Worten „Ioan Holender zum Dank“.
Die Uraufführung am 28. Februar 2010 in der Wiener Staatsoper wurde geleitet von Michael Boder. Inszenierung und Bühnenbild stammten von Marco Arturo Marcelli, die Kostüme von Dagmar Niefind. Es sangen Marlis Petersen (Medea), Elisabeth Kulman (Gora), Adrian Eröd (Jason), Michael Roider (Kreon), Michaela Selinger (Kreusa) und Max Emanuel Cenčić (Herold). Nachdem die Premiere nur sehr schlecht besucht war, aber mit langanhaltendem Applaus gewürdigt wurde, stiegen die Zuschauerzahlen bis zu den letzten Vorstellungen stetig. Die Produktion wurde in der Kritikerumfrage der Zeitschrift Opernwelt 2010 zur „Uraufführung des Jahres“ gewählt.
Am 5. September gab es die deutsche Erstaufführung in der Oper Frankfurt als Koproduktion mit der Wiener Staatsoper unter der Leitung von Erik Nielsen. Die Hauptdarstellerin Claudia Barainsky wurde für ihre Leistung in dieser Produktion mit dem Deutschen Theaterpreis Der Faust 2011 in  der Kategorie „Sängerdarstellerin/Sängerdarsteller“ ausgezeichnet.
Im November 2012 wurde Reimanns Medea unter der Leitung von Tatsuya Shimono im Nissay Theatre in Tokio gespielt. Im April 2017 nahm die Wiener Staatsoper das Werk wieder ins Programm. Im Mai desselben Jahres wurde es unter der Leitung von Steven Sloane auch an der Komischen Oper Berlin gegeben. Das Aalto-Theater Essen zeigte Medea 2019 in der Regie von Kay Link mit den Essener Philharmonikern unter Robert Jindra und Claudia Barainsky in der Titelrolle.

## Aufnahmen
- 2010 – Michael Boder (Dirigent), Marco Arturo Marelli (Inszenierung und Bühne), Dagmar Niefind (Kostüme), Wiener Staatsopernorchester.
Marlis Petersen (Medea), Elisabeth Kulman (Gora), Adrian Eröd (Jason), Michael Roider (Kreon), Michaela Selinger (Kreusa), Max Emanuel Cenčić (Herold).
Video; live aus der Wiener Staatsoper.
Besetzung der Uraufführung.
Preis der deutschen Schallplattenkritik 02/2011.
DVD Arthaus 101551, Blu-ray Arthaus 101552 (Naxos).[12]
- 2010 – Erik Nielsen (Dirigent), Frankfurter Opern- und Museumsorchester.
Claudia Barainsky (Medea), Tanja Ariane Baumgartner (Gora), Michael Nagy (Jason), Michael Baba (Kreon), Paula Murrihy (Kreusa), Tim Severloh (Herold).
Live-Mitschnitt der Premiere an der Oper Frankfurt.
Oehms Classics OC 955.[13]
- 2017 – Steven Sloane (Dirigent), Benedict Andrews (Regie), Johannes Schütz (Bühne), Victoria Behr (Kostüme), Diego Leetz (Licht), Orchester der Komischen Oper Berlin.
Nicole Chevalier (Medea), Nadine Weissmann (Gora), Günter Papendell (Jason), Ivan Turšić (Kreon), Anna Bernacka (Kreusa), Eric Jurenas (Herold).
Video; live aus der Komischen Oper Berlin.
Videostream auf The Opera Platform.[14]